# Odocoileus hemionus columbianus
Il cervo dalla coda nera è un cervo che vive nella porzione occidentale del Nordamerica. È classificato come una sottospecie del cervo mulo, come testimoniato dal suo nome scientifico (Odocoileus hemionus columbianus). Tuttavia, questa classificazione non è universalmente condivisa e c'è chi lo ritiene una specie a sé stante.